# 春日號裝甲巡洋艦
春日号装甲巡洋舰（日语：／ Kasuga ?）是旧日本海军的一等巡洋舰（装甲巡洋舰），为春日级装甲巡洋舰（日方称为）首舰。春日号与其姊妹舰日进号一同为日本政府赶在日俄战争爆发前，与俄罗斯帝国竞购而得，并在此后参加了日俄战争中包括黄海海战以及对马海峡海战（日方称“日本海海戦”）在内的多次主要海战。1921年（大正10年）9月1日，日本海军将已经落伍的春日号改变舰艇类别为海防舰，此后一直作为练习舰进行运用。1945年（昭和20年）7月18日，在太平洋战争即将结束时，春日号在横须贺空袭中受到重创坐沉。
本舰得名于奈良县的春日山。本舰为日本海军中第二艘使用“春日”一名的军舰。初代春日号为幕末的一艘3桅通報艦，1863（文久3年）在英国竣工，为原鹿儿岛藩的军舰，1870年（明治3年）由鹿儿岛藩献给明治政府，1877年参加了西南战争，1894年除籍。
太平洋战争前日本另有一艘客轮“春日丸”，日本海军在战争爆发后将其改装为航空母舰，并重新命名为大鹰。

## 背景
在甲午战争后，取得胜利的大日本帝国与其北邻俄罗斯帝国的关系日趋紧张。为了防备可能爆发的战争，日本海军在10年间打造出了一支拥有6艘战列舰、6艘一等巡洋舰的庞大舰队。但是即使如此，如果把俄国驻扎在本土的波羅的海艦隊以及驻扎在旅顺的远东舰队合起来的话，日本方面的海上实力依旧处于劣势。
1901年间，阿根廷与邻国智利的关系也日渐紧张，处于战争一触即发的态势。两国之间展开了旷日持久的海军竞赛，大量向外国订购新式军舰。阿根廷方面找到了意大利，买下了两艘原本由意大利海军向乔万尼·安萨尔多公司订购的朱塞佩·加里波第级巡洋舰，1902年在热那亚先后动工建造这两艘军舰。但其后随着阿根廷与智利关系的好转，阿根廷方面于是寻求将这两艘尚未建成的巡洋舰再次出售。阿根廷方面一开始打算将其出售给俄国，但因为阿根廷的要价太高而谈判失败；此时早已决心开战的日本人迅速跟进，在战争爆发前夕以高达1493万7390日元（当时汇率为153万英镑）的价格买下了这两艘军舰。由于局势紧张，在这两艘军舰从意大利启程驶向日本时，俄国舰队奉命尾随其后，战争一旦爆发就立即在半路上消灭这两艘军舰；但英国方面以保护阿姆斯特朗公司的员工为借口，在路上为两舰提供护航，终于使得两舰顺利抵达橫須賀港。当时的返航责任人为鈴木貫太郎海军中佐。为了让春日级两舰能顺利返回日本，日本方面甚至推迟了对旅顺港的突然袭击，一直等到两舰离开了新加坡，已经不会再为外国所阻挠为止。
日本海军获得这两艘军舰后，将其中的利瓦达维亚号重新命名为春日号。

## 舰历

### 建成

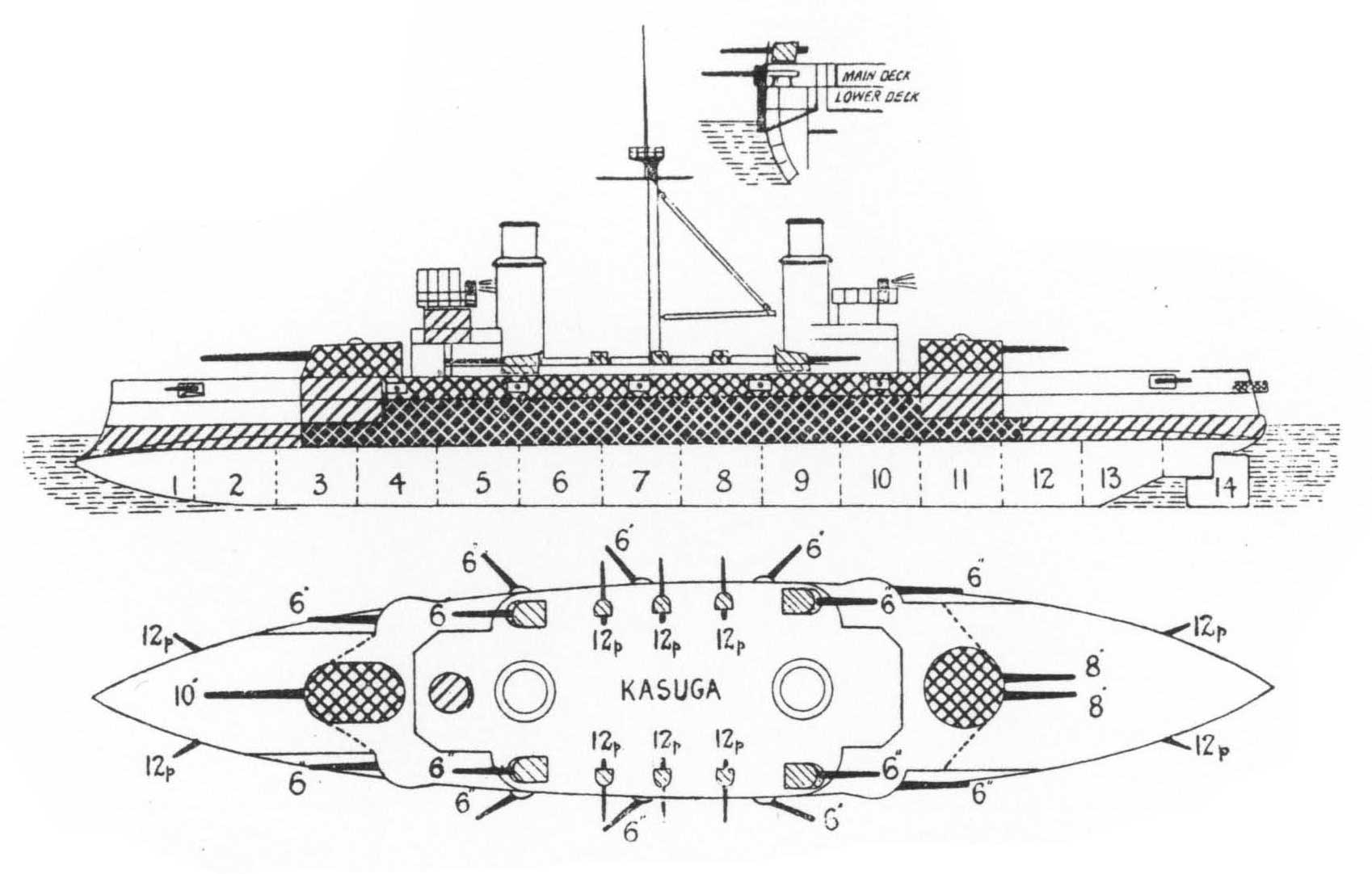
結構圖

从1895年起，意大利自行设计建造的朱塞佩·加里波第级装甲巡洋舰陆续下水。该舰因为性能不俗，除義大利皇家海軍自用外，还获得了不错的外贸成绩。正在和邻国智利展开军备竞赛的阿根廷就看中了这款军舰。1901年12月23日，阿根廷海军向安萨尔多公司下达订单建造两艘同级舰，这也是该级巡洋舰的最后两艘。
1902年（明治35年）3月10日，本舰在意大利安萨尔多公司的热那亚造船厂安放龙骨，正式开工，开工时暂定名称为“圣密特拉号”（San Mitra）。同年10月22日，本舰下水，并由阿根廷方面重新命名为“贝尔纳迪诺·利瓦达维亚号”（Bernardino Rivadavia）。
1903年12月30日，日本海军将本舰以及另一艘仍然在建造的姊妹舰买下。
1904年1月1日，日本方面将本舰重新命名为“春日”，而另一艘在建姊妹舰则改名为“日进”，两舰在同一天列入军舰籍，分为一等巡洋舰。同年1月7日，春日竣工。1月9日，春日、日进两舰离开热那亚，返回日本，其时两舰船长都是英国人，由英国水手操纵，还有不少安萨尔多公司的员工同乘。五天后，两舰抵达埃及塞德港时，遭遇了俄国防护巡洋舰阿芙乐尔号。1月16日，两舰在英国防护巡洋舰阿尔弗雷德国王号的护送下抵达苏伊士。2月2日，两舰抵达新加坡，一路上基本顺利，只是遇到苦力罢工而导致行程稍有延迟。

### 日俄战争
1904年（明治37年）2月8日，日本海军在夜间偷袭驻扎在旅顺港（俄方称亚瑟港）的俄罗斯太平洋舰队旅顺分舰队，日俄战争爆发。开战时，春日级两舰还依然在路上。2月16日，两舰抵达横须贺。同年4月4日，春日、日进编入第三舰队。

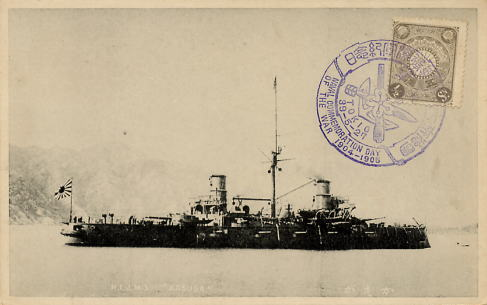
春日号

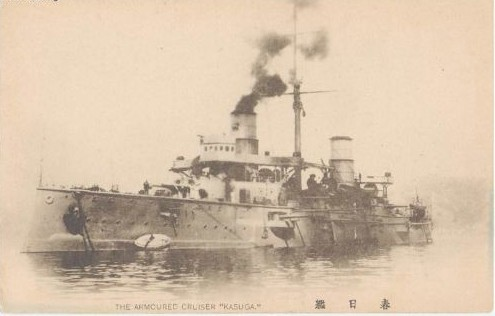
另一张明信片上的春日号，摄于1904年

日军在2月8-9日夜间的偷袭未能瘫痪旅顺分舰队，此后旅顺分舰队依托旅顺要塞进行抵抗。日军无法强攻，只能在港外实行封锁。4月11日，时任联合舰队司令长官东乡平八郎海军中将下令将春日级两舰编入第一舰队第一战队。4月12日，两舰参加日军对旅顺港的第7次攻击。13日7时许，出羽重远海军少将的第三战队（以防护巡洋舰为主）在旅顺港外徘徊试图诱敌。8时过后，俄军时任太平洋舰队司令斯捷潘·馬卡羅夫海军中将率领多艘主力舰艇出战。东乡接获报告后立即率领第一战队（总旗舰三笠、朝日、富士、八島、敷島、初瀨、春日、日進）赶往旅顺港。马卡罗夫见日军多艘主力舰艇出现，考虑到自己已经超出了己方岸炮射程，于是下令返航。返航途中马卡罗夫的旗舰彼得罗巴甫洛夫斯克号触雷爆炸、又引发弹药库殉爆而沉没，马卡罗夫随舰阵亡。此后东乡下令两舰利用射程优势继续对港内进行炮击，两舰遂于辽东半岛西南的海湾上对港内进行盲射，射击距离约9.5公里。5月初，两舰在距离港内18公里处炮击，不过没什么成果。
5月13日早上，出羽率领第三战队（千歲、吉野，欠淺間、高砂、笠置，临时加强春日、富士）在旅顺港外进行巡逻。14日海面上起了大雾，第三战队无法继续遂行侦察，16时退出港外返回里长山泊地（序列为旗舰千岁、吉野、春日、八雲、富士）。深夜再次起雾，3号舰春日一度丢失了前面舰只的踪影，舰长大井上久麿（1899至1900年曾任吉野艦艦長，即1904年5月15日吉野舰遭前舰长误撞致沉；隔年1月7日春日舰长大井调职横須賀港務部長/横須賀予備艦部長，同年12月12日转至待命；1906年11月30日移调预备役，当与此意外影响深远）担心自己已经掉队，于是下令提高航速。01:34春日在右舷前方发现了探照灯的灯光，并判断看到的是吉野，那么自己和“吉野”之间就应该没有别的舰艇了，于是继续放心行驶。稍后春日猛然间发现在右舷舰艏的极近距离发现了红色的舷灯，春日舰长立即下令全速倒船。同一时间吉野恰好正在转向，突然发现后面一艘军舰笔直地冲过来；吉野船员大声呼喊试图唤醒后者注意航线，但为时已晚，春日直接撞上了吉野左舷。这一下冲撞导致吉野全舰灯火熄灭，同时海水从水线下的破孔大量涌入。吉野的船员无法控制进水情况，舰体迅速倾斜。春日在冲撞发生后停机，并派出小艇进行救助；僚舰听到了巨大的响声，也纷纷打着探照灯过来救援。事故中吉野最终沉没，春日自己撞角也受损，有进水情况发生，需要进行紧急修理。由于这一事故，日本海军后来废除了所有军舰上的撞角。
马卡罗夫阵亡后，威廉·维特捷夫特海军少将继任远东舰队司令一职。6月23日，维特捷夫特率领旅顺港内的俄军舰队在傍晚起航，企图突围，前往俄罗斯在远东的另一个海军基地符拉迪沃斯托克（中文旧称“海參崴”）。俄舰出港后不久即遭到日军主力舰艇的拦截，春日级两舰也在其中。日军的舰艇在数量上占有优势，维特捷夫特不愿意与日军展开夜战，遂放弃突围返回旅顺。7月27日，俄舰（列特维赞号、巴扬号、阿斯科利德号、诺维克号、狄安娜号以及数艘炮舰、驱逐舰）出港向东，驶过黄金山，到达大白山脚下，炮击日本陆军的围城阵地。在附近的日军第五战队实力不足，12:50春日、日进赶到进行增援，与俄舰在9000-1万1000米距离上展开炮战。双方互有轻微损伤，其中春日命中巴扬号一发炮弹，自身未有中弹记录。俄军不愿与日军舰艇过多纠缠，各舰陆续退回港内。
8月10日，俄舰再次尝试突围，黄海海战爆发。当天早上，东乡率领第一战队正在在园岛北方巡逻，06:35收到俄舰出港的消息。他立即下令在帽岛南边的日进（第三舰队司令长官片冈七郎海军少将旗舰）、春日两舰前往第一战队位置会合。12:09第一战队抵达遇岩东南稍偏东3海里处（序列为总旗舰三笠、朝日、富士、敷岛、春日、日进）。12:30第一战队在遇岩西北西约10海里处发现俄军主力舰正在向东南方向航行（旗舰皇太子号、列特维赞号、胜利号、佩列斯韦特号、塞瓦斯托波尔号、波尔塔瓦号）。交战中皇太子号司令塔受到日军一发大口径炮弹直接命中，维特捷夫特当场身死，俄舰陷入混乱，大部退回旅顺港内。春日一开始向末尾的波尔塔瓦号射击；俄舰队形混乱后，则集中向列特维赞号射击。当天春日共发射了33发前部254毫米主炮炮弹，而后部203毫米火炮的发射记录不详；由于春日位于日军战列线尾部，并未取得很好的战果。春日自身共受到三发命中，11人受伤。
1905年5月27日，由辛諾維·羅傑斯特文斯基海军中将率领的俄国第二太平洋舰队遭遇等候多时的日本海军主力，对马海峡海战（日方称“日本海海战”）爆发。13:39第一战队（总旗舰三笠、敷岛、富士、朝日、春日、第一舰队第一战队旗舰日进）在冲岛西北约10海里处行驶时，在西南方向发现俄舰正在以东北稍偏北的航向行驶。第一战队立即迎向俄舰前进，航向西南偏西，14:03东乡下令全队依次在定点向东北东方向调头。此时俄舰在第一战队南稍偏东方向约8000米外，大致呈两列，右队稍为领先一些距离。14:10东乡下令开始炮击。春日序列第五，14:12向距离5800米的奥斯利雅维亚号射击。当日交战海域刮着强劲的西南偏西风，海浪冲击着甲板，各炮位难以进行瞄准射击。14:43俄舰两条队列的两艘领航舰苏沃洛夫公爵号和奥斯利雅维亚号均告起火，外观上有很大损伤；奥斯利雅维亚号舰艏明显下沉、左舷倾斜，而苏沃洛夫公爵号更是失去控制脱离队列。14:50俄国第一战列舰分队2号舰亚历山大三世号突然率领队伍左舷转向。第一战队为了追击俄舰，14:58一齐左转（此时春日序列第二）。15:00左右第一战队航向转为西北偏西，15:07以左舷再次与5000米外的俄舰交战，两军距离一度只有2000-3000米。15:24俄舰消失在烟雾弥漫的海上，日舰重新恢复成三笠为先导舰寻找俄舰。此后一段时间俄舰由亚历山大三世号带领着进行机动，而第一战队则到处寻找俄舰踪迹。15:58第一战队在向东稍偏南的方向航行时，赫然发现俄舰就在南方不远处。16:01三笠测定距离仅6500米，日舰遂以右舷重新交战。俄舰再度转向试图脱离战斗，日舰紧追不放。16:30前后第一战队再次丢失目标，于是交由第二战队在前搜索，第一战队跟在后面一路南下，途中顺便对苏沃洛夫公爵号和辅助巡洋舰乌拉尔号进行射击。17:52第一战队发现第三战队等正和俄国舰队扭打在一起，于是转向北追击。18:00左右第一战队再次寻获俄国主力舰，位置在左舷前方，阵型零散，遂重新发起攻击，集中打击领头的博罗季诺号、鹰号。18:25第一战队在5500米距离上对博罗季诺号进行猛烈的射击，其后由于浓烟严重干扰瞄准，又调转炮口到序列第二的鹰号身上。18:45左右博罗季诺号火光冲天，失控脱离队列，其余俄舰趁机夜遁。19:10第一战队陆续停火。当天白天的战斗中春日中弹数发，7人战死、20人负伤。因为当时战场上弥漫着浓重的烟雾，能见度很低，春日的战果不得而知。
次日10:00左右，日军舰队在獨島附近追上了残存的俄舰。此时日军舰艇数量远超俄军，因此东乡下令进行远距离射击以减少损失。春日在大约9千米的距离上向老式战列舰尼古拉一世号开火，在第三轮齐射时命中目标的燃料舱，不久俄舰投降。整场海战中，春日一共发射254毫米主炮炮弹50发，203毫米火炮炮弹103发。因为能见度不佳，而俄军舰艇又大多沉没，难以得知春日的具体战果。仅有的确认命中记录是春日的前部254毫米主炮曾经对俄军战列舰鹰号取得两发命中，其中一发击穿了鹰号的后部炮塔装甲（约254毫米）。而春日自身的中弹记录包括1发305毫米炮弹、1发152炮弹，以及1发口径不详的炮弹，都没有造成太大损伤。
对马海峡海战后，春日编入第三舰队，支援日军对库页岛（俄方称“萨哈林岛”、日方称“樺太岛”）的登陆作战。

### 日俄战争后

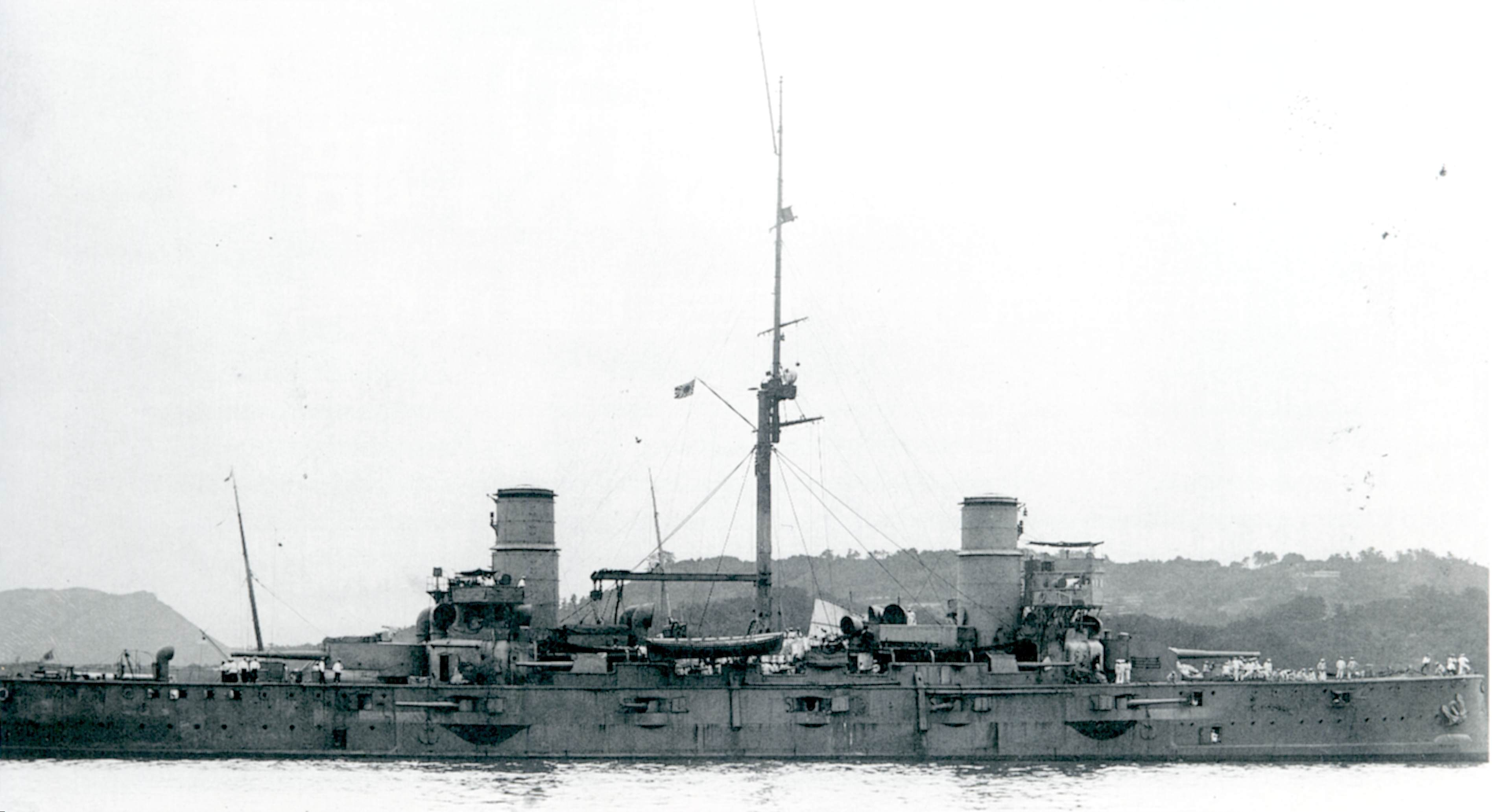
对马海峡海战后的春日号，摄于1905年佐世保

1911年9月2日，日本方面将日俄战争中捕获的鱼雷艇姊川号归还给俄国以示友好，春日在这一任务中护送其返回符拉迪沃斯托克。
1914年（大正3年）初，春日进行了大修，将船上的锅炉更换成12座舰本式一型水管锅炉。同年第一次世界大战爆发，日本作为协约国一方也参加了战争。10月，春日在第三舰队旗下在中国中、南部沿海活动，进行商队护航。
1915年12月13日至1916年5月13日，春日成为了第3水雷战队的旗舰。
1916年7月，与日进一同进行特殊任务，从加拿大埃斯奎莫爾特搭载特殊货物回国。同年9月12日至1917年4月13日，春日重新成为第3水雷战队旗舰。
1917年3月，德国的海上交通破袭舰海狼号进入了印度洋，英国海军部便要求日本方面加强在印度洋以及澳大利亚附近水域的戒备。同年4月，春日编入第一特务舰队南下，对南海、印度洋一带进行护航。直到当年11月，春日都以新加坡为基地，对可倫坡、斯里蘭卡、以及澳大利亚弗里曼特爾一带进行巡逻。同年9月14日，春日在澳大利亚西海岸发生触礁事故。
1918年1月11日，春日在荷屬東印度的邦加海峽一处沙滩上搁浅，救援人员一直到当年6月才浮起舰体并进行修复。
1920年5月，春日赴美参加缅因州的百年庆典，7月3日抵达缅因州的波特兰。在美期间春日还访问了纽约和马里兰州的安纳波利斯。8月22-25日，春日穿越巴拿马运河，访问了运河另一端的巴拿马的克里斯托弗，并在当地受到了官方的欢迎。此后春日启程前往旧金山。
1921年9月1日，春日的舰艇分类改为一等海防舰。
1922年，日军在干涉西伯利亚期间，曾用春日运送士兵和补给到西伯利亚。同年9月，春日在俄国远东濱海邊疆州沿海地区进行巡逻，在此期间对触礁的战列舰三笠进行了救援。
1925年12月1日，春日改为练习舰，作练习运用术（旧日本海军中对船体、舰载艇等的使用技术的统称）。之用
1926年（大正15年）6月15日，春日协助搜救在日本沿海触礁遇险的那不勒斯号货轮。日后英王乔治五世对春日上的两名乘员授勋嘉奖，以表彰其在抢险行动时的英勇行为。
1928年（昭和3年）7月28日，春日前往搜救在恶劣天气中爆炸的半硬式飛船N3号。
1929年1月，春日前往南洋群岛参加兵要调查。
1934年1-2月间，春日搭载了40名科学家前往特鲁克，观测2月14日发生的日全食。4月1日，春日改为海军航海学校的练习舰。
1942年7月1日，日本方面将日俄战争时的三艘军舰（春日、浅间、吾妻）从军舰名录中除籍，舰艇类别变更为特务舰。
1945年7月18日，在太平洋战争结束的前夕，美军特混舰队TF38空袭横须贺，春日在空袭中受重创坐沉。11月30日日本海军将春日除籍。
1948年8月，有关人员打捞起坐沉状态的春日，进行拆除。

## 历任舰长
下表根据《日本海軍史》第9、第10的“将官履歴”一节，以及《官報》进行整理。
- 大井上久麿 海军大佐：1904年2月16日 - 1905年1月7日
- 加藤定吉 海军大佐：1905年1月7日 - 12月12日
- 仙头武央 海军大佐：1905年12月12日 - 1906年4月7日
- 東伏見宮依仁親王 海军大佐：1906年4月7日 - 12月24日
- 土屋光金 海军大佐：1906年12月24日 - 1908年4月20日
- 山县文藏 海军大佐：1908年4月20日 - 8月28日
- 荒川规志 海军大佐：1908年8月28日 - 12月10日
- 竹下勇 海军大佐：1908年12月10日 - 1909年7月10日
- 山口九十郎 海军大佐：1909年7月10日 - 12月1日
- 笠间直 海军大佐：1909年12月1日 - 1910年7月25日
- 冈田启介 海军大佐：1910年7月25日 - 1911年1月4日
- 森山庆三郎 海军大佐：1911年1月4日 - 12月1日
- 真田鹤松 海军大佐：1911年12月1日 - 12月22日
- 町田駒次郎 海军大佐：1911年12月22日 - 1912年12月1日
- 水町元 海军大佐：1912年12月1日 - 1913年4月1日
- 奥田贞吉 海军大佐：1913年5月24日 - 不詳
- 坂本重国 海军大佐：不詳 - 1915年12月13日
- 中里重次 海军大佐：1915年12月13日 - 1916年12月1日
- 大谷幸四郎 海军大佐：1916年12月1日 - 1917年12月1日
- 宇佐川知义 海军大佐：1917年12月1日 - 1919年2月6日
- 南乡次郎 海军大佐：1919年2月6日 - 8月5日
- 寺冈平吾 海军大佐：1919年8月5日 - 1920年11月20日
- 高桥宗三郎 海军大佐：1920年11月20日 - 1921年12月1日[67]
- 大湊直太郎 海军大佐：1921年12月1日 - 1922年8月25日
- 中村良三 海军大佐：1922年8月25日 - 12月1日
- 米内光政 海军大佐：1922年12月10日 - 1923年3月5日
- 百武源吾 海军大佐：1923年3月5日 - 12月1日
- 滨野英次郎 海军大佐：1923年12月1日 - 1924年5月7日
- 向田金一 海军大佐：1924年5月7日 - 12月1日[68]
- 湯地秀生 海军大佐：1924年12月1日 - 1925年4月15日
- 大谷四郎 海军大佐：1925年4月15日 - 1925年12月1日
- 太田质平 海军大佐：1925年12月1日 - 1929年2月8日
- 小野弥一 海军大佐：1929年2月8日 - 1931年12月1日
- 大田垣富三郎 海军大佐：1931年12月1日 - 1933年11月15日
- 丹下薰二 海军大佐：1933年11月15日 - 1934年11月15日
- 松浦永次郎 海军大佐：1934年11月15日 - 1936年12月1日
- 梶冈定道 海军大佐：1936年12月1日 - 1938年6月15日
- （兼）中邑元司 海军大佐：1938年6月15日 - 7月15日

## 同级舰
- 日进号装甲巡洋舰